# Alimentation capacitive

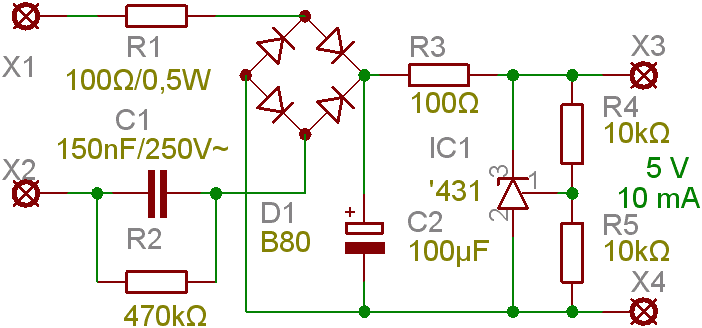
Schéma de base et échantillon dimensionnement

L'alimentation capacitive  est une alimentation électrique qui utilise la réactance capacitive d'un condensateur pour réduire la tension du réseau à une tension plus basse. Il y a deux limitations importantes : d'abord, les fonctionnalités demandées par le condensateur ne peuvent être utilisés que pour un faible flux d'énergie. La seconde est qu'en raison de l'absence d'isolation électrique, le circuit doit être encapsulé pour éviter le contact direct avec les utilisateurs.

## Structure
Une alimentation capacitive est constituée d'un condensateur C1 , dont la réactance limite le courant qui passe à travers le pont redresseur  D1 . Comme protection contre les pointes de courant au cours des opérations de commutation, il y a une résistance R1  connectée en série. Un condensateur électrolytique   C2 filtre la tension continue CC et les pointes de courant (dans le rang des ampères) dans les opérations de commutation. Ci-dessus on peut voir un régulateur de tension à faible chute, composé par la résistance de limitation de courant R3 et le régulateur linéaire IC1 . Si la stabilité de la tension n'est pas trop importante on peut utiliser une diode Zener comme régulateur.

## Exemple

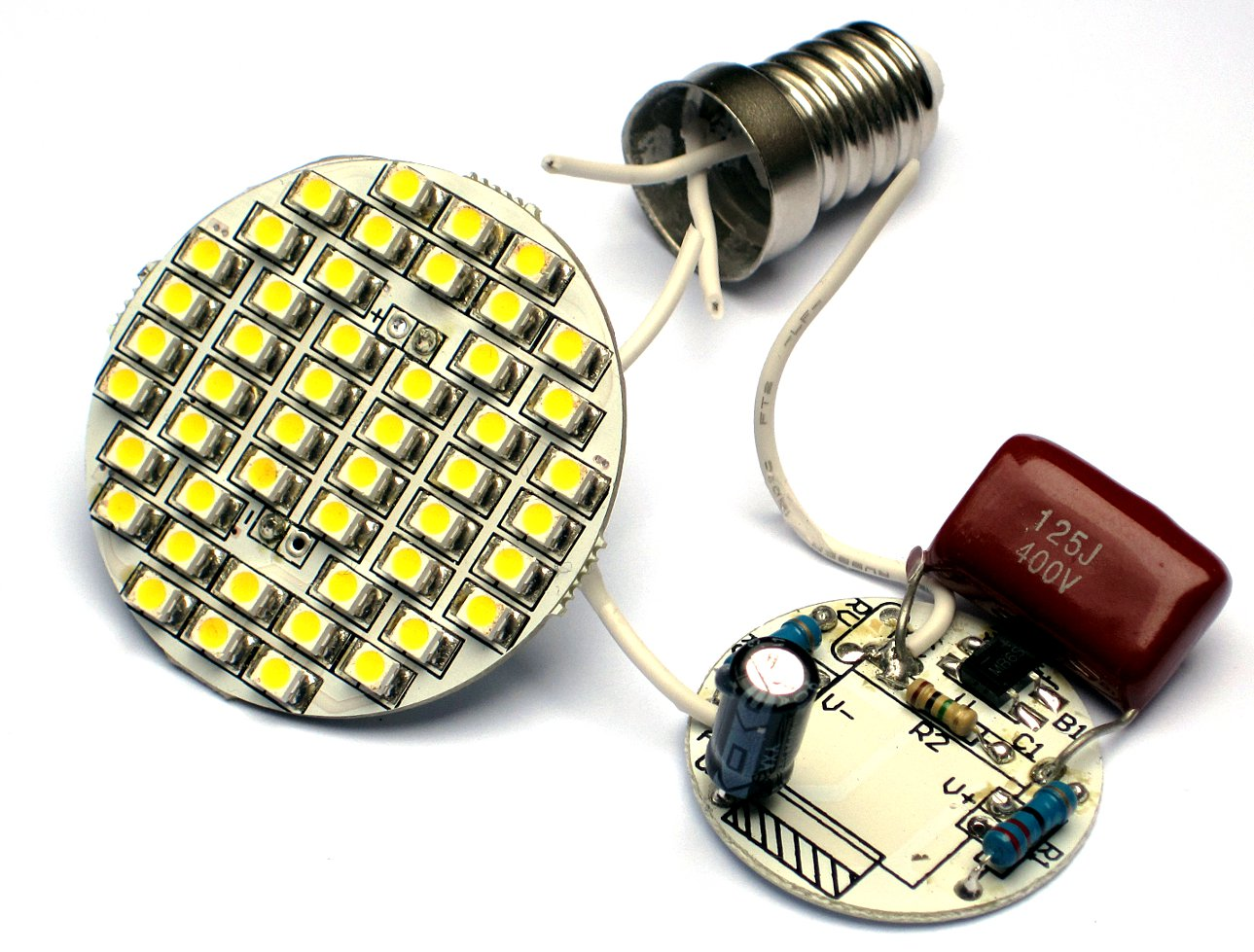
Lampe a 48 LED - 3W/230V

En changeant la valeur de l'exemple choisi dans le schéma par un condensateur de 330 nF, on peut fournir un courant de 20 mA, de cette façon on peut alimenter jusqu'à 48 LED blanches (par exemple : 3,1 V/20mA/20000mcd) - qu'on fournit connectées en série. L'image montre la partie ouverte d'une lampe à LED de 48 diodes. Le condensateur de 1,2 μF a une réactance de 2,6 Kohm qui limite le courant à 90 mA. Les LED sont connectées en parallèle avec le condensateur électrolytique de filtrage de 10 μF. Les quatre branches avec 12 LED consomment environ 20 mA chacune. Les diodes limitent la tension à environ 40 V par branche. Étant donné que, normalement, le circuit est branché directement au réseau sans isolation galvanique, on a besoin d'un disjoncteur différentiel dans n'importe quel type de circuit de protection utilisé par ce genre de lampe LED.